# Stonyhurst College
Lo Stonyhurst College è una scuola privata, gesuita e cattolica, inglese. La scuola presso Clitheroe, Lancashire, Gran Bretagna, vicino al villaggio di Hurst Green.

## Storia
È la sede finale dell'antico Collegio di Saint Omer, nell'Artois, fondato nel 1593 dal gesuita padre Robert Parsons e successivamente trasferito prima a Bruges (1762) e poi a Liegi (1773). 

## Struttura
Stonyhurst è suddiviso orizzontalmente in base all'età degli alunni e non verticalmente, secondo case, come consuetudine anglosassone. Tutti gli alloggi sono allocati in un'unica area del college con singole suddivisioni per ogni fascia. La scuola provvede all'educazione di ragazzi e ragazze dai 13 ai 18 anni; una scuola "preparatoria" vicino al college, St. Mary's Hall, offre un'educazione ai bambini di età compresa fra i 3 e i 13 anni.

## Presidi di St Mary's Hall
- Rae Carter
- Peter Anwyl
- Rory O'Brien
- Michael Higgins
- Lawrence Crouch

## Presidenti
- Marmaduke Stone (1794-1808)
- Nicholas Sewall (1808-1813)
- John Weld (1813-1816)
- Nicholas Sewall (1816-1817)

## Rettori e presidi
Fino al 1961 la carica di preside era propria del rettore.
- Charles Plowden (1817-1819)
- Joseph Tristram (1819-1827)
- Richard Norris (1827-1832)
- Richard Parker (1832-1836)
- John Brownbill (1836-1839)
- Francis Daniel (1839-1841)
- Andrew Barrow (1841-1845)
- Richard Norris (1845-1846)
- Henry Walmesley (1846-1847)
- Richard Sumner (1847-1848)
- Francis Clough (1848-1861)
- Joseph Johnson (1861-1868)
- Charles Henry (1868-1869)
- Edward Purbick (1869-1879)
- William Eyre (1879-1885)
- Reginald Colley (1885-1891)
- Herman Walmesley (1891-1898)
- Joseph Browne (1898-1906)
- Pedro Gordon (1906-1907)
- William Bodkin (1907-1916)
- Edward O'Connor (1916-1924)
- Walter Weld (1924-1929)
- Richard Worsley (1929-1932)
- Edward O'Connor (1932-1938)
- Leo Belton (1938-1945)
- Bernard Swindells (1945-1952)
- Francis Vavasour (1952-1958)
- Desmond Boyle (1958-1961)

## Rettori
- Frederick J.Turner (1961-1963)
- George Earle (1963-1971)
- Michael Bossy (1971-1985)
- Giles Mercer (1985-1996)
- Adrian Aylward (1996-2006)
- Andrew Johnson (2006-2016)
- John Browne (dal 2016)